# Downtown Boston

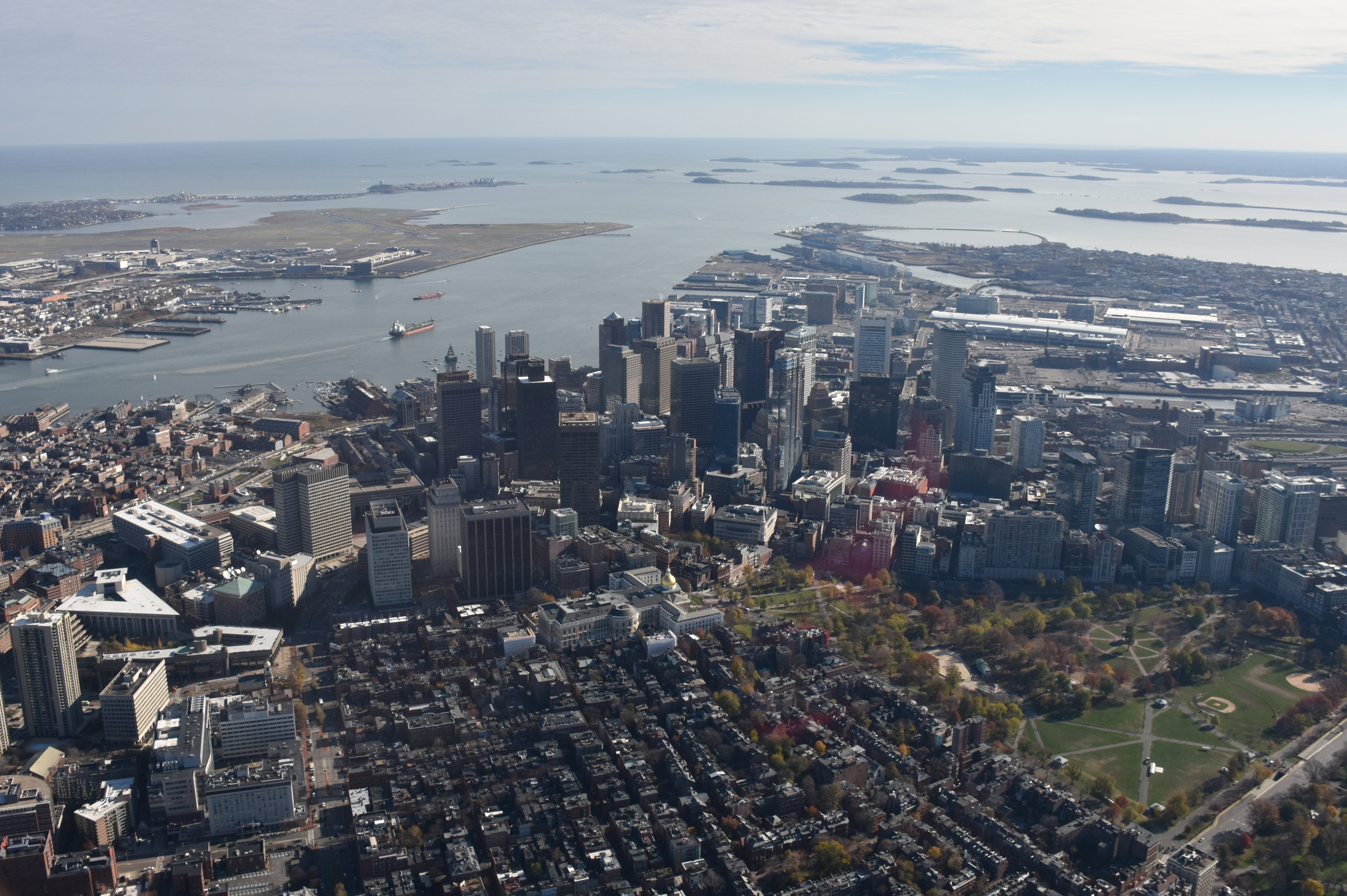
Downtown Boston, nel 2015

Il Downtown Boston è il distretto commerciale ed economico principale di Boston, negli Stati Uniti d'America, e di tutto lo stato federale del Massachusetts. 
Esso è delimitato dai quartieri di Back Bay, North End, Beacon Hill e dalle zone del South End. 
Downtown Boston è la sede di molti quartier generali di aziende regionali, nazionali ed internazionali, nonché degli edifici adibiti all'amministrazione territoriale della città e dello stato federale e delle più importanti attrazioni turistiche della città.
Riguardo ai trasporti, la zona è servita dalla metropolitana di Boston, nota come "The T", gestita da MBTA. 
Le principali stazioni sono Downtown Crossing, Park Street, Government Center e State. La stazione South Station è un importante nodo di collegamento tra metropolitana, ferrovia suburbana (commuter rail), bus e servizio Amtrak.

La skyline di Downtown Boston, nel 2016